# Dobino (Wałcz)
Dobino (deutsch Breitenstein) ist ein Dorf in der Landgemeinde (Gmina) Wałcz (Deutsch Krone) im Powiat Wałecki (Deutsch Kroner Kreis) der polnischen Woiwodschaft Westpommern.

## Geographische Lage
Das Dorf liegt im Netzedistrikt des ehemaligen Westpreußen, etwa sieben Kilometer südöstlich von Wałcz (Deutsch Krone), 28 Kilometer nordwestlich von Schneidemühl und fünf Kilometer nordnordöstlich von Różewo (Wałcz) (Rosenfelde).

## Geschichte
Ältere Ortsbezeichnungen sind Brakstein und Braxtin. Breitenstein ist das bereits in der Urkunde von 1303 geplante Kämmereidorf der Stadt Krone, das später wirklich angelegt wurde.
Um 1930 hatte die Gemeinde Breitenstein drei Wohnplätze:
- Bahnhof Breitenstein (Kr. Deutsch Krone)
- Breitenstein
- Philippshof

Im Jahr 1945 gehörte Breitenstein zum Landkreis Deutsch Krone im Regierungsbezirk Grenzmark Posen-Westpreußen der preußischen Provinz Pommern des Deutschen Reichs. Breitenstein war dem Amtsbezirk Rosenfelde zugeordnet.
Im Februar 1945 wurde Breitenstein von der Roten Armee besetzt. Nach Beendigung der Kampfhandlungen wurde die Region seitens der sowjetischen Besatzungsmacht zusammen mit ganz Hinterpommern und der südlichen Hälfte Ostpreußens – militärische Sperrgebiete ausgenommen – der Volksrepublik Polen zur Verwaltung überlassen. Es wanderten nun Polen zu. Breitenstein wurde unter der polnischen Ortsbezeichnung „Dobino“ verwaltet. Die einheimische Bevölkerung wurde von der polnischen Administration aus Breitenstein vertrieben.

### Demographie
| Jahr | Einwohner | Anmerkungen                                                                                           |
| ---- | --------- | --- |
| 1783 | –         | Bauerndorf, zur Stadt Krone gehörig, im Netzedistrikt, Kreis Krone, 34 Feuerstellen (Haushaltungen)   |
| 1818 | 173       | Kämmereigut, im Besitz der Stadt Deutsch Krone                                                        |
| 1910 | 511       | am 1. Dezember, darunter 66 Evangelische und 445 Katholiken; 36 Personen mit polnischer Muttersprache |
| 1925 | 544       | darunter 59 Evangelische und 484 Katholiken                                                           |
| 1933 | 597       | [ 6 ]                                                                                                 |
| 1939 | 574       | [ 6 ]                                                                                                 |

## Kirche
Das Dorf hatte anfangs seinen eigenen Pfarrer, wurde dann aber eine Filiale von Deutsch Krone. Die bis Kriegsende 1945 anwesende Dorfbevölkerung war mehrheitlich katholisch.
Die Protestanten des Dorfs gehörten zum Kirchspiel Deutsch Krone.